# Parafia Świętych Apostołów Piotra i Pawła w Ptaszkowie
Parafia Świętych Apostołów Piotra i Pawła w Ptaszkowie – parafia rzymskokatolicka znajdująca się w archidiecezji poznańskiej, w dekanacie grodziskim.